# Логан, Девин
Девин Мари Логан (род. 2 февраля 1993 года, Ошенсайд, Нью-Йорк, США) — американская фристайлистка, серебряный призёр олимпийских игр в Сочи в слоупстайле.

## Ранняя жизнь
Детство Девин Логан прошло в Болдуине и Ошенсайде. Она была младшей из пяти детей в семье атлетов. С ранних лет она хотела заниматься лыжным спортом, как её старшие братья, двое из которых в итоге стали профессиональными лыжниками. В старших классах, Логан со своей матерью, братьями и сестрами переехала в Вермонт, чтобы поступить в местную академию горнолыжного спорта.
В 2014 году Девин Логан поступила в Вестминстерский колледж в Солт-Лейк-Сити, штат Юта.

## Соревновательная карьера
Логан начала юниорскую карьеру в 2010 году. Первым крупным успехом на взрослом уровне стала серебряная медаль на Зимних экстремальных играх XVI в слоупстайле. В конце 2012 Логан получила тяжелую травму колена с разрывами коллатеральных связок, но она смогла восстановиться от травмы и завоевала серебро на зимней Олимпиаде в Сочи. В финале состязаний Логан набрала 85,4 балла.
По ходу сезона 2015 года, Логан дважды восходила на подиум в различных Гран-При, а также выиграла Открытый Чемпионат Канады в хафпайпе.